# Finham Brook
Finham Brook är ett vattendrag i Storbritannien.   Det ligger i grevskapet Warwickshire och riksdelen England, i den södra delen av landet, 140 km nordväst om huvudstaden London.